# 사라 살라모
사라 살라모(Sara Sálamo, 1992년 1월 20일 ~ )는 스페인의 배우이다.